# Ramalina lacera
Ramalina lacera är en lavart som först beskrevs av William Withering, och fick sitt nu gällande namn av J. R. Laundon. Ramalina lacera ingår i släktet Ramalina och familjen Ramalinaceae.   Inga underarter finns listade i Catalogue of Life.